# Ольюс-д’Агуа
Ольюс-д’Агуа (порт. Olhos-d'Água) — муниципалитет в Бразилии, входит в штат Минас-Жерайс. Составная часть мезорегиона Север штата Минас-Жерайс. Входит в экономико-статистический микрорегион Бокаюва. Население составляет 4699 человек на 2006 год. Занимает площадь 2086,383 км². Плотность населения — 2,3 чел./км².
Праздник города — 21 декабря.

## История
Город основан в 1845 году.

## Статистика
- Валовой внутренний продукт на 2003 год составляет 14 864 725 реалов (данные: Бразильский институт географии и статистики).
- Валовой внутренний продукт на душу населения на 2003 год составляет 3296,68 реалов (данные: Бразильский институт географии и статистики).
- Индекс развития человеческого потенциала на 2000 год составляет 0,669 (данные: Программа развития ООН).

## География
Климат местности: субтропический. В соответствии с классификацией Кёппена, климат относится к категории SB..